# Mimar Sinan Üniversitesi
Die Mimar Sinan Universität der Schönen Künste (türkisch Mimar Sinan Güzel Sanatlar Üniversitesi) ist eine staatliche Universität im Istanbuler Stadtteil Fındıklı. Rektor der Universität ist seit 2010 Yalçın Karayağız.

## Geschichte
Nach Gründung der Institution am 1. Januar 1882 durch Osman Hamdi Bey als „Schule der Schönen Künste“ (Mekteb-i Sanayi-i Nefise-i Şâhâne oder kurz Sanayi-i Nefise Mektebi) war sie die erste ihrer Art in der Türkei und nahm am 2. März 1883 mit acht Professoren und zwanzig Studenten den Unterricht in den Schönen Künsten und Architektur auf. 1914 wurde die Schule koedukativ. 1928 erhielt sie den Status einer Akademie, änderte ihren Namen in „Akademie der Schönen Künste“ (Güzel Sanatlar Akademisi) und war die erste Akademie der Türkei. Im Jahre 1969 wurde sie in „Istanbuler staatliche Akademie der Bildenden Künste“ (İstanbul Devlet Güzel Sanatlar Akademisi, İDGSA) umbenannt. Am 20. Juli 1982 erhielt sie den Status einer Universität und wurde nach dem Architekten Sinan „Mimar Sinan Universität“ (Mimar Sinan Üniversitesi) benannt. Im Dezember 2003 änderte die Administration den Namen auf „Mimar Sinan Universität der Schönen Künste“ (Mimar Sinan Güzel Sanatlar Üniversitesi).

## Professoren
- Osman Hamdi Bey (1842–1910), türkischer Archäologe, Maler und Begründer der Universität
- Bruno Taut (1880–1938), deutscher Architekt
- Clemens Holzmeister (1886–1983), österreichischer Architekt
- Ernst Egli (1893–1974), österreichisch-schweizerischer Architekt und Stadtplaner
- Ümit Serdaroğlu (1932–2005), türkischer Klassischer Archäologe und Architekt

## Studenten
- Nuri Kurtcebe (* 1949), türkischer Karikaturist und Autor
- Leyla Asım Turgut (1911–1988), Architektin